# John Andrew Shulze

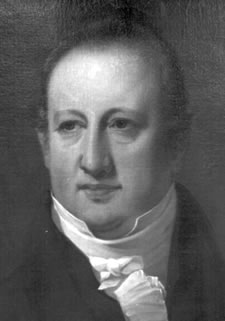
John Shulze

John Andrew Shulze (* 19. Juli 1774 im Tulpehocken, Province of Pennsylvania; † 18. November 1852 in Lancaster, Pennsylvania) war ein US-amerikanischer Politiker und von 1823 bis 1829 der 6. Gouverneur des Bundesstaates Pennsylvania.

## Frühe Jahre und politischer Aufstieg
John Shulze entstammte mütterlicherseits der Mühlenberg-Familie, die in der frühen amerikanischen Geschichte eine bedeutende Rolle spielte. Sein Vater war der evangelische Missionar Emanuel Schultze aus dem thüringischen Probstzella. Shulze wuchs deutschsprachig auf. Auch in späteren Jahren war sein deutscher Akzent im Englischen nicht überhörbar. Er besuchte das Franklin College und wurde 1796 vom Ministerium von Pennsylvanien als lutherischer Pastor ordiniert. Im Jahr 1802 gab er aber seine geistliche Stellung aus gesundheitlichen Gründen auf. Nach seiner Erholung eröffnete er in Myerstown ein Ladengeschäft.
Shulzes politische Laufbahn begann im Jahr 1806, als er in das Repräsentantenhaus von Pennsylvania gewählt wurde. Dieses Mandat übte er drei Legislaturperioden lang aus. Zwischen 1813 und 1821 war er in verschiedenen Verwaltungspositionen im Lebanon County angestellt. Im Jahr 1821 wurde er nochmals in das Staatsparlament und 1822 in den Senat von Pennsylvania gewählt. 1823 gewann er die Wahl zum Gouverneur seines Staates.

## Gouverneur von Pennsylvania
Shulze trat sein neues Amt am 16. Dezember 1823 an. Nach einer Wiederwahl im Jahr 1826 konnte er bis zum 15. Dezember 1829 amtieren. In dieser Zeit wurde die Infrastruktur des Landes weiter ausgebaut. Neben dem Wegenetz wurden vor allem die Wasserstraßen gefördert. Auch in diesem frühen Stadium wurde schon über den Bau von Eisenbahnlinien diskutiert, die das Land erschließen und mit anderen Teilen der Ostküste verbinden sollten. Der eigentliche Bau der Eisenbahnen erfolgte dann in den Jahren nach Shulzes Amtszeit. Eine von ihm geplante große Schulreform ließ sich politisch damals nicht durchsetzen. Die Pläne wurden aber von seinem Nachfolger George Wolf aufgegriffen und umgesetzt.

## Weiterer Lebenslauf
Nach dem Ende seiner Gouverneurszeit zog Shulze in das Lycoming County, wo er eine Farm kaufte und bewirtschaftete. Ursprünglich war er Mitglied der Demokratisch-Republikanischen Partei. Nach deren Auflösung in den 1820er Jahren schloss er sich den Whigs an. Im Dezember 1839 war er Delegierter auf deren Bundesparteitag in Harrisburg und 1840 war er einer der Wahlmänner von William Henry Harrison, der zum US-Präsidenten gewählt wurde. Danach zog sich Shulze aus der Politik zurück. Später zog er nach Lancaster, wo er 1852 verstarb. Er war mit Susan Kimmell verheiratet, mit der er fünf Kinder hatte.